# Helena Michaelsen
Helena Iren Michaelsen (Evje, Aust-Agder, Noruega, 2 de junio de 1977) nacida como Margrethe Jacobsen; es una cantante noruega conocida por haber sido la vocalista del grupo de metal sinfónico neerlandés Sahara Dust, el nombre que utilizó Epica entre 2002 y 2003 antes de denominarse como tal, así como de Trail of Tears. 
Actualmente se encuentra con la banda neerlandesa Imperia y con su proyecto personal, llamado Angel.

## Biografía
Helena comenzó en el mundo de la música con Trail of Tears, una banda noruega de metal gótico, en la que permaneció como vocalista desde 1997 hasta el 2000. Dos años después forma, junto a Mark Jansen, la banda Sahara Dust, que, tras la marcha de Helena y la llegada de la joven Simone Simons, se renombraría a la actual Epica.
En 2003 se unió al guitarrista Henri Sattler y al batería Ariën Van Weesenbeek de God Dethroned para fundar una nueva banda llamada Imperia. La nueva banda firmó con Cold Blood Industries, filial de Ebony Tears a principios de 2004 para lanzar su disco debut "The Ancient Dance Of Qetesh". La banda, con el guitarrista Henri Sattler y Arjen van Weesenbeek, se disolvió en junio, pero fueron sustituidos rápidamente por Jan "Örkki" Yrlund a la guitarra y el batería Steve Wolz. 
Actualmente tiene su propia banda, Imperia, y Angel, un proyecto paralelo a Imperia, en el que, según se dice, pretendía alejarse un poco de los sonidos más metálicos que venía ofreciendo en el pasado, tanto con Trail Of Tears como con Imperia para grabar temas más variados, desde ópticas distintas, incluso alguno que tenía guardado desde su infancia. Hace un par de meses editó un primer sencillo como adelanto a este disco debut A Woman’s Diary- Part I, lanzado por Back Lotus Records, y que cuenta con la participación de Jan Yrlund, guitarrista que ha colaborado entre otros con Lacrimosa, Love Like Blood o Danse Macabre.

## Discografía

### Trail of Tears
- When Silence Cries - 1997 (demo)
- Disclosure In Red - 1998
- Profoundemonium - 2000
- Black Horizon: Infinity Of Chaos - 2002 (Colección especial)

### Imperia
- The Ancient Dance of Qetesh - 2004
- The Queen of Light - 2007
- Secret Passion - 2011
- Tears of Silence - 2015
- Flames of Eternity - 2019

### Angel
- A Woman's Diary - Chapter I - 2005
- A Woman’s Diary-chapter 2 (2020)